# 大澤繁男
大澤 繁男（おおさわ しげお）は、日本の栄養学者。鎌倉女子大学家政学部管理栄養学科教授。
全国国立病院栄養士協議会会長、日本臨床栄養協会常任理事、慶應義塾大学上席研究員、日本サプリメントアドバイザー認定機構理事などを歴任。

## 略歴
- 佐伯栄養専門学校 管理栄養士特例養成科 卒業

## 単著
- 入院時食事療養制度、1996年9月、第一出版[1][2]
- 患者本位の経営支援が私の仕事、2000年5月、日本食糧新聞[1][3]
- 糖尿病を改善する食事、2000年12月、日本健康倶楽部[1][3]
- 災害時のリスクマネジメント、2001年10月、日本医療企画[1][3]
- わが社の衛生管理対策、2002年9月、日本食糧新聞社[1][3]